# Allium brevipes
Allium brevipes là một loài thực vật có hoa trong họ Amaryllidaceae. Loài này được Ledeb. mô tả khoa học đầu tiên năm 1852.